# Ковалёв, Давид Михайлович
Ковалёв Давид Михайлович (1898,Волочиск Волынской губернии  —  20 июня 1938) — советский военный  деятель, комбриг (1935).

## Биография
Родился в 1898 году в семье служащего. Окончив гимназию в Староконстантинове, поступил на юридический факультет  Киевского Императорского университета святого Владимира. На военной службе с декабря 1916 года. Последний чин в старой армии - прапорщик, командир взвода 4-й батареи 7-й артиллерийской бригады. Демобилизован в 1917 году.

### Гражданская война
В 1917-1919 - командир ряда повстанческих формирований на территории УНР. В Красной армии добровольно с июня 1919 года.С июня по август 1919 года занимал должность начальника боевого участка Изяславского направления Южного фронта. С августа того же года был командиром 1-го Волынского стрелкового полка. В ноябре-декабре 1919 года командовал батальоном в 398-м стрелковом полку. С декабря 1919 по сентябрь 1920 командовал стрелковым полком в 44-й стрелковой дивизии. С сентября 1920 года - командир 140-й стрелковой бригады 47-й стрелковой дивизии. С октября 1920 по февраль 1921 - командир 27-й стрелковой бригады 9-й стрелковой дивизии. В боях был дважды ранен.

### Советский период
С февраля 1921 года находился на должности начальника политотдела 1-й стрелковой дивизии. С июня 1922 по январь 1924 исполнял должность военного комиссара города  Проскурова, а затем Николаева. С января 1924 года - военный комиссар штаба 14-го стрелкового корпуса. С апреля 1924 года служил помощником военного комиссара 2-й Туркестанской стрелковой дивизии. С июля 1924 года - военный комиссар 3-й Туркестанской стрелковой дивизии. В том же году был назначен на должность начальника политотдела 13-го стрелкового корпуса. Находясь на этой должности участвовал в борьбе с басмачами в Средней Азии. В 1925-1926 вновь исполнял должность военного комиссара 3-й Туркестанской стрелковой дивизии. С июля 1926 служил командиром 2-го Нерчинского стрелкового полка, был кандидатом на должность военного советника в Китай. С января 1931 года - помощник командира 45-й Волынской стрелковой дивизии. С ноября 1931-го по май 1933 учился в Военной академии имени М.В. Фрунзе. С мая 1933-го - командир и военный комиссар  48-й стрелковой дивизии имени М.И. Калинина. С 1936 участник Гражданской войны в Испании. Находился на должности военного советника Астурийского корпуса республиканской армии, одновременно находясь на прежней должности командира 48-й стрелковой дивизии. За планирование военных действий был награждён орденом Ленина и орденом Красного Знамени.

## Закат карьеры и гибель
Арестован 25 января 1938 г. в доме отдыха СНК "Сосны". 20 июня 1938 г. Военной коллегией Верховного суда СССР был приговорен к расстрелу по обвинению в участии в военном заговоре. Приговор приведен в исполнение в тот же день. Реабилитирован Военной коллегией Верховного суда СССР 4 апреля 1956 года.

## Награды
- Орден Ленина (1937)
- Орден Красного Знамени (1933)
- Орден Красного Знамени (1937)
- Орден Красной Звезды (1936)